# Un día cualquiera en Vulcano S.E.P. 3.0
Un día cualquiera en Vulcano S.E.P. 3.0 è il quarto album dei Fangoria, pubblicato nel 1995 dall'etichetta Running Circle.
È l'ultimo di una trilogia di album del gruppo, usciti tra il 1992 e il 1995.

## Tracce
1. Dios odia a los cobardes – 5:03
2. A la felicidad por la electrónica – 4:55
3. Hay que sufrir – 4:40
4. Carta blanca para los rudos – 4:20
5. Sentimental – 3:02
6. Autopsia a un fantasma – 3:30
7. Dios remezcla a los cobardes – 6:09
8. Hay que sufrir en silencio – 9:18
9. Carta blanca para los ruidos – 4:19